# Stuart Walker
Stuart Armstrong Walker (Augusta, 4 marzo 1888 – Beverly Hills, 13 marzo 1941) è stato un regista e produttore cinematografico statunitense.

## Filmografia

### Produttore
- La fuga di Bulldog Drummond (Bulldog Drummond Escapes), regia di James P. Hogan - produttore associato, non accreditato (1937)
- Wild Money, regia di Louis King - produttore non accreditato (1937)
- La valigia infernale (Bulldog Drummond's Revenge), regia di Louis King  (1937)
- Il diamante fatale (Bulldog Drummond's Peril), regia di James P. Hogan (1938)
- Hunted Men, regia di Louis King - produttore associato (1938)
- Prison Farm, regia di Louis King - produttore associato (1938)
- Sons of the Legion, regia di James P. Hogan (1938)
- Disbarred, regia di Robert Florey (1939)
- Arrest Bulldog Drummond, regia di James P. Hogan - produttore non accreditato (1939)
- La squadra speciale di Bulldog Drummod, regia di James P. Hogan - produttore non accreditato  (1939)
- Bulldog Drummond Bride, regia di James P. Hogan  (1939)
- Emergency Squad, regia di Edward Dmytryk - produttore associato  (1940)
- Seventeen, regia di Louis King (1940)
- Opened by Mistake, regia di George Archainbaud (1940)

### Regista
- The Secret Call (1931)
- The False Madonna (1931)
- The Misleading Lady (1932)
- Evenings for Sale (1932)
- La principessa Nadia (Tonight Is Ours) (1933)
- L'aquila e il falco (The Eagle and the Hawk) (1933)
- L'inferno verde (White Woman) (1933)
- Romance in the Rain (1934)
- Il forzato (Great Expectations) (1934)
- Mystery of Edwin Drood  (1935)
- Il segreto del Tibet (Werewolf of London)  (1935)
- Manhattan Moon  (1935)